# El sobrino de Rameau
El sobrino de Rameau o la Segunda sátira (en francés: Le neveu de Rameau ou La satire seconde) es una conversación filosófica ficticia realizada por Denis Diderot, escrita entre 1761-2 y revisada en 1773-4.

## Publicación
El sobrino de Rameau fue publicado por primera vez en 1805 en una traducción al alemán hecha por Goethe, al tiempo que el manuscrito francés original ya había desaparecido. La versión alemana fue entonces traducida de nuevo al francés por Saur y Saint-Geniès y publicada en 1821. La primera versión basada en un manuscrito francés apareció en 1823 en la edición de los trabajos de Diderot de Brière. Las ediciones modernas están basadas en el manuscrito completo escrito por Diderot, que fue encontrado por Georges Monval, el bibliotecario de la Comédie-Française, en 1890 mientras compraba partituras en una librería de segunda mano en París.  Monval publicó su edición del manuscrito en 1891. Después la librería Pierpont Morgan de Nueva York compró el manuscrito. No se sabe por qué Diderot no publicó el manuscrito; sin embargo, debido al carácter satírico de la obra, se piensa que el autor se abstuvo para no ofender a nadie. 
En el sobrino de Rameau, Diderot atacó y ridiculizó a los críticos de la ilustración pero sabía de antemano, por experiencias en el pasado, que algunos de sus enemigos eran lo suficientemente poderosos para arrestarlo o censurar su obra. Diderot ya había cumplido una condena en la cárcel en 1749 después de la publicación de su Carta sobre los ciegos (Lettre sur les aveugles) y su Enciclopedia ya había sido prohibida en 1759. 
Después de la muerte de Diderot el manuscrito o una copia probablemente llegó a Rusia. En 1765, Diderot tenía dificultades financieras y la emperatriz Catalina de Rusia lo ayudó con la compra de su biblioteca. El arreglo resultó provechoso para ambas partes puesto que Diderot se convirtió en el bibliotecario de su propia colección, con la tarea de añadir todo aquello que creyera conveniente, mientras que los rusos disfrutaban del prospecto de un día tener en su posesión una de las mejores bibliotecas Europeas, no sin mencionar los manuscritos de Diderot.
Un lector ruso recomendó la lectura a Schiller que a su vez la compartió con Goethe quien la tradujo al alemán en 1805.

## Descripción
El diálogo ocurre en el café de la Regence, donde Moi (“Yo”) el narrador de la historia (a menudo confundido con Diderot) le describe al lector un encuentro reciente con Lui (“Él”), refiriéndose, aunque nunca literalmente, a Jean-François Rameau, el sobrino del famoso compositor con quien se desencadena una discusión de ingenio, reflexión personal, alegorías y alusiones. 
Los temas recurrentes de la discusión incluyen la Querelle des Bouffons (la batalla entre las óperas francesas e italianas), la educación de los niños, la naturaleza del genio y el dinero. La conversación aprovecha los motivos para satirizar a numerosas celebridades de la época. 
En el prólogo que precede la conversación, el narrador en primera persona describe a Lui como un excéntrico y extravagante, lleno de contradicciones: “una mezcla de altura y bajeza, de sensatez y de insensatez”. A través de la provocación, Lui resalta las virtudes del crimen y el robo, poniendo el amor al oro a la par con el de la religión. Moi parece tener un papel didáctico al inicio del diálogo, mientras que el sobrino (Lui) logra plantear una visión de la realidad cínica. 
El narrador realiza su paseo cotidiano en un día lluvioso al café de la Régence, la capital del ajedrez en Francia, donde él disfruta de observar a algunos jugadores como a Philidor o a Legal. Estando allí es abordado por una persona excéntrica: 
"Yo no aprecio esas excentricidades. En cambio, otros las cuentan a sus conocidos o incluso a sus amigos. Me llaman la atención una vez al año cuando las encuentro, porque hacen que su personalidad contraste con la de los demás, rompe aquella fastidiosa monotonía que nuestra educación, nuestras convenciones sociales y nuestros modales han establecido. Si él aparece en un grupo de colegas, él es como un grano de levadura que fermenta y restituye a cada uno una porción de su individualidad natural. Él sacude, él agita, él aprueba o reprueba, él hace salir la verdad; él hace que se conozca a la gente de bien, desenmascara a los pícaros; es ahí cuando el hombre de buen juicio escucha y desentraña el mundo".
La forma de diálogo permite a Diderot examinar temas desde perspectivas diferentes. El personaje de Rameau es presentado como incompetente, irónico y contradictorio, lo que tiene como efecto en el lector un completo desconocimiento acerca de la sinceridad o del carácter provocativo del sobrino. 
Rameau, un parásito en una familia de alta sociedad fue recientemente expulsado por haber dicho una verdad para la que no está dispuesto a pedir disculpas. “Es difícil ser un mendigo mientras hay tantos idiotas opulentos a cuyas expensas se puede vivir.” La sociedad no permite que los talentosos se puedan mantener porque no son valorados, en vez de eso son abandonados a su suerte mientras que los ricos, los poderosos y los estúpidos se burlan de hombres como Buffon, Duclos, Montesquieu, Rousseau, Voltaire, D'Alembert y Diderot.
El pobre genio no tiene más que do opciones: arrastrarse y adular o robar y hacer trampa, ambas repugnantes para una mente sensible. "Si la virtud lleva a la fortuna, Yo hubiera sido virtuoso o pretendería serlos como los demás; se esperaba de mí que actuara como idiota, y me convertí en un idiota".